# 合気会
公益財団法人合気会（あいきかい）は、合気道を社会に普及することを目的に、合気道創始者植芝盛平が設立した日本の公益法人。本部は東京都新宿区。
太平洋戦争開戦前に「財団法人 皇武会」として発足し、終戦後「合気会」と改称。2012年（平成24年）より公益財団法人に移行した。
合気道界で最大勢力の合気道統括組織であり、日本国内100万人・世界全体で160万人ともいわれる合気道人口の8割を占める。
盛平の死後、実子の植芝吉祥丸が代表者である2代目道主を継承し、現在は植芝守央が3代目道主を務める。
日本武道協議会に加盟しており、毎年5月に日本武道館で全日本合気道演武大会が開催される。参加者は1万人以上。外国からの参加者も多く、最大の合気道イベントである。

## 歴史
- 1931年（昭和6年） 東京都新宿区若松町で皇武館道場を設立
- 1940年（昭和15年） 「財団法人皇武会」（初代会長・竹下勇）として厚生省（当時）より認可を受ける
- 1948年（昭和23年） 名称を皇武会から合気会と改め、文部省の認可を受け「財団法人 合気会」（初代理事長・富田健治）となる[注 1]。
- 1961年（昭和36年）防衛省合気道連合会設立[1]。
- 同年（同年）全国学生合気道連盟設立[1]
- 1969年（昭和44年）盛平死去、吉祥丸が二代目道主となる。
- 1976年（昭和51年）には合気会傘下の全日本合気道連盟及び国際合気道連盟（IAF）[2]が結成される。
- 1984年（昭和59年）IAFは国際競技団体総連合(GAISF)の正式会員となる[1]。
- 1989年（平成元年）以降ワールドゲームズ大会に毎回参加。
- 1999年（平成11年）には吉祥丸の次男植芝守央が三代目道主となる。合気会の会員は、国内100万人とも言われる合気道人口の大半を占めている[注 2]
- 2002年（平成14年）全国高等学校合気道連盟創設[1]。
- 2010年（平成22年）現在合気会だけで約95ヶ国に支部道場を開設している[注 3]。
- 2012年（平成24年）4月1日 公益財団法人に移行[5][6]。

## 歴代道主
- 開祖 植芝盛平
- 二代 植芝吉祥丸
- 三代 植芝守央

合気会の代表を道主と呼ぶ。他の芸道における家元･宗家とほぼ同義。ただし、合気道全体の道主というニュアンスがある（すなわち『合気道道主』であって『合気会道主』とは言わない）。創始者の植芝盛平を初代と数えるが、通常は開祖と呼ぶ。合気会における組織上の役職としては理事長がありこれを道主が務める。また、ほかの武道、芸事で道主という言葉を使うところはない（例外として韓国の武道ハプキドーが道主という言葉を使う。しかしこちらは“上級師範”あるいは“皆伝を受けた者”といったニュアンスで同じ流派に複数の“道主”が存在する）。

## 段級位制
合気会では空手道や柔道と同様に段級位制を採用し、八級から壱級までの級位と初段から八段までの段位が存在する。試合や競技がないため、昇級・昇段（初段から四段まで）審査は受験者が審査員の指定した技を演武する形式をとる。弐段以上の審査では合気道についての感想文・小論文の提出が求められる。五段以上の昇段は、六段以上の有段者が合気会本部に推薦し、本部の審議によって認められる。なお四・五段以下の者は「指導員」、六段以上の者は「師範」として指導者の資格を与えられる。
合気会から十段を与えられた師範としては、藤平光一、白田林二郎、大澤喜三郎がいる。白田と大澤は生前の合気道普及への功績を評価されて没後十段に列せられた。
また引土道雄、阿部醒石のように合気会を介さず植芝盛平から直接十段を允可された師範もいる。
道主は合気道の道統を継承し段位を允可する立場にある（逆に言うと誰からも段位を与えられる立場にない）ため、段位を持たない。そのため道主は有段者の証である黒帯ではなく、白帯を締めている。

## 本部道場と合気道学校
合気会は全国、世界の合気道の普及に取組み、各地の支部道場の指導運営に携わると同時に本部道場において会員の稽古、指導者の育成を行っている。本部道場は植芝盛平の開いた皇武館道場をその前身とし、世界中の合気道愛好者の中心地である。合気道学校はその中に設置された特別コースで、東京都の公認を受けた唯一の合気道教育機関である。毎年100～150名前後がここで学び、全課程を修了すると初段を授与される。

## 機関紙・誌
合気会では機関紙･誌として以下のものを発行している。
合気道新聞各道場の活動報告、交流記録、稽古手記など。毎月10日発行。
合気道探求開祖道言、道主の巻頭言、各演武会の報告など。1991年創刊、年2回発行

## 関係者一覧
- 磯山博 - 合気道開祖の高弟、スティーヴン・セガールの師の一人
- 木下悦子 - 合気会公認 木下道場長
- スタンレー・プラニン - 合気道史研究者
- スティーヴン・セガール - ハリウッド俳優
- 山口清吾 - 元本部道場師範

アイウエオ順

## 関連団体
- 国際合気道連盟（IAF）（1976年設立）
- 全日本合気道連盟（1976年設立）
- 防衛省合気道連合会（1961年設立）
- 全国学生合気道連盟（1961年設立）
- 全国高等学校合気道連盟（2002年設立）

### 映像版教本 AIKIDO ビジュアルトレーニングシリーズ
- 『入門編 : 基礎動作・基本技』1号、合気会。 NCID BA59927749。
- 『基礎編 : 固め技・第一教・第二教』2号、合気会。 NCID BA59933956。
- 『基礎編 : 固め技・第三教・第四教・第五教』3号、合気会。 NCID BA59934165。
- 『基礎編 : 投げ技・入身投げ・四方投げ』4号、合気会。 NCID BA5993453X。
- 『基礎編 : 投げ技・回転投げ・小手返し投げ・天地投げ』5号、合気会。 NCID BA59934697。
- 『応用編 : 投げ技・腰投げ・呼吸投げ・十字投げ・合気落し』6号、合気会。 NCID BA59940259。
- 『応用編 : 二人掛け・武器技』7号、合気会。 NCID BA59939260。

### 外国語の出版
- 植芝 吉祥丸 [編]; 藤平 光一 [編]; 塩田 剛三 [編]; 植芝 盛平 [監修]; 高 銘盤 Mingpan Gao [翻訳]; 曾 金山 JInshan Zeng [校閲] (1971) (中国語). 合氣道 : (全書) /He qi dao : (quan shu). 香港 Xianggang: 大達出版社 (Da da chu ban she). OCLC 71270492
- Random, Michel [製作監督]; Kisshōmaru Ueshiba [出演];  Risuke Ōtake [出演];  Hideharu Onuma [出演] (1971). Les Arts Martiaux Du Japon. video casette (ビデオカセット1; 1h05 min; coul. (SECAM); FRBNF42476979) (フランス語). ヴァル＝ド＝マルヌ県ブリ=シュル=マルヌ Bry-sur-Marne: Institut national de l'audiovisuel (France). OCLC 826708030.{{cite AV media}}:  CS1メンテナンス: 余分な句読点 (カテゴリ)
- Ueshiba, Kisshomaru; Ueshiba, Moihei (1985) (英語). Aikido. Hozansha [Tokyo]; Japan Publications, cop. [New York]. ISBN 9780870406294. OCLC 906457943
- Ueshiba, Kisshomaru; Bottoni, Paolo; et al (1987) (イタリア語). Lo spirito dell'aikidō. ローマ: Edizioni mediterranee. OCLC 941885275
- Ueshiba, Kisshomaru; Ueshiba, Moriteru; Stevens, John [翻訳] (2002) (英語). Best aikido : the fundamentals (1 ed.). Kodansha International. NCID BA57566184
- Ueshiba, Kisshomaru; Ueshiba, Moriteru; Stevens, John [翻訳] (2003) (英語). The aikido master course. Best aikido : the fundamentals. Kodansha International. NCID BA64099679
- Ueshiba, Kisshomaru; Ueshiba, Moriteru; Marek Matusiak [翻訳] (2010) (po). ブィドゴシュチュ: Diamond Book. ISBN 9788389332431. OCLC 751091777

### 注
1. ↑  この時GHQを無用に刺激しないよう、新宿の皇武館道場ではなく盛平が隠棲する岩間の道場（通称“合気苑”）を本部として登録した。
2. ↑  合気道人口…「海外では欧米諸国はもちろん、最近では東南アジアやブラジル、アルゼンチンといった南米の国々でも盛んに行われ、95ヶ国約160万人にも及ぶ人々が、日々稽古に励んでいるのです。」[3]。
「国内の組織の90パーセントは合気会に加盟している。」[4]
3. ↑  海外支部道場数… 財団法人合気会公式サイトの記述による。“世界に広がる合気道”.   財団法人合気会. 2011年11月19日時点のオリジナルよりアーカイブ。2018年4月18日閲覧。
4. ↑  第7巻から第10巻合本の冊子30cm + DVDビデオディスク（1枚）。[7]「合気道」55p。[8]「少林寺拳法」日本武道協議会、少林寺拳法連盟 編。[9]「なぎなた」日本武道協議会、全日本なぎなた連盟 編。[10]「銃剣道」日本武道協議会、全日本銃剣道連盟 編。